# Husargatan
Husargatan är en gata i stadsdelen Haga i Göteborg. Gatan sträcker sig cirka 400 meter mellan Södra Allégatan 10 och Skanstorget 18. Namnet Husargatan fastställdes 1852. Tillsammans med tio andra gator, tillhör Husargatan de allra äldsta i Haga, med sitt ursprung från 1798.
Namnet kommer av den avdelning av Kronprinsens husarer som - under en tid - var förlagda till en kasern (uppförd 1828) vid gatans mynning i Södra Allégatan. Denna kommendering började vid slutet av 1700-talet, och drogs in 1875. Ett gammalt namn på gatan är Timmermansgatan, sannolikt efter en yrkesman som bebott området.
Ungefär halva Husargatan, från Södra Allégatan räknat, blev i början av 1930-talet omlagd med asfalt på körbanorna och klinker på trottoarerna. År 1935 avslutades omläggningen av den återstående delen fram till Skanstorget. Husargatan beskrivs då som Hagas "huvudgata." Samtidigt beslöt myndigheterna att man fick behålla övergången till (Södra-) Allén mitt för Husargatan. I det ursprungliga förslaget till ordnande av Allén ingick att denna övergång skulle slopas. Tidigare ansåg man att personer som skulle till och från Husargatan respektive Hvitfeldtsplatsen lika väl kunde gå Allégatan fram till Sprängkullsgatan innan Allén skulle passeras. Men så blev det alltså inte.